# Kourémalé
Kourémalé est une ville et une sous-préfecture de Guinée rattachée à la préfecture de Siguiri et à la région de kankan

## Histoire
Kourémalé est une localité et une sous-préfecture de Guinée de la préfecture de Siguiri.

## Subdivision administrative
Kourémalé est composée de cinq districts.
| Districts   | Secteurs           |
| ----------- | ------------------ |
| Kourémalé   | Kourémalé centre   |
| Badamako    | Badamako centre    |
| Konfra      | Konfra centre      |
| KÖrè KÖrè 1 | KÖrè KÖrè centre 1 |
| KÖrè KÖrè 2 | KÖrè KÖrè centre 2 |